# Magaña
Magaña è un comune spagnolo di 73 abitanti nella comunità autonoma di Castiglia e León.
Oltre al capoluogo, il comune comprende le località di Pobar e Villarraso.